# Кондаков Олександр Володимирович
Олекса́ндр Володи́мирович Кондако́в (нар. 7 січня 1992, м. Бердянськ, Запорізька область, Україна — пом. 24 червня 2014, поблизу с. Новоселівка, Слов'янський район, Донецька область, Україна) — український військовослужбовець, спецпризначенець-розвідник, старший солдат Збройних сил України. Загинув в ході російсько-української війни. Позивний «Хаві».

## Життєпис
Народився 1992 року в м. Бердянськ на Запоріжжі. У п'ять років переїхав з родиною до м. Кропивницький (на той час — Кіровоград), де у 1999 році пішов до першого класу загальноосвітньої школи № 35, де вчився до 9-го класу. Займався футболом, грав у команді «ДЮСШ-2 — Кіровоград», яка виступала в Дитячо-юнацькій футбольній лізі України. Неодноразово здобував звання найкращого голкіпера, грамоти, дипломи й медалі. 2010-го закінчив Кіровоградське вище професійне училище № 4, спеціальність — верстатник широкого профілю; оператор верстатів з ПК. З дитинства мріяв стати військовиком, тож після училища вступив на військову службу за контрактом до Кіровоградського полку спецпризначення. Планував вступити до військового інституту зв'язку.
Старший солдат, радист розвідувальної групи спеціального призначення 1-го батальйону 3-го окремого полку спеціального призначення, в/ч А0680, м. Кропивницький.
У зв'язку з російською збройною агресією проти України з весни 2014 року виконував завдання в зоні проведення антитерористичної операції. Спочатку охороняв Донецький аеропорт, а потім у складі розвідувальної групи виконував інші ризиковані завдання. На одному з бойових виходів на територію противника у складі головного дозору вчасно виявив ворожу групу, чим врятував життя своїх товаришів, вивів з оточення дві розвідувальні групи спецпризначення. Коли дістав травму ноги, його направили до госпіталю, де запропонували курс реабілітації, але Олександр вирушив на аеродром до підрозділу 3-го полку, який брав участь у бойових вильотах в зону АТО. Багато разів виконував бойові патрулювання на вертольотах повітряним стрільцем.
24 червня 2014 року як бортовий стрілець супроводжував вертоліт Мі-8МТ із групою фахівців Служби безпеки України, які встановлювали телекомунікаційне обладнання з метою організації моніторингу простору, фіксації фактів порушення перемир'я в зоні проведення АТО. Загинув на борту збитого російськими терористами гелікоптера в районі м. Слов'янська. Після зльоту з гори Карачун, близько 17:10, вертоліт був збитий з переносного зенітно-ракетного комплексу, вибухнув і впав поблизу села Новоселівка (на той час — Красноармійське), почалася пожежа, здетонував боєкомплект. Усі 9 чоловік, які були на борту, загинули: командир екіпажу підполковник Андрій Бєлкін, борттехнік майор Руслан Мазунов, штурман капітан Дмитро Шингур; четверо співробітників СБУ — підполковник Володимир Шкіра, майор Ігор Горбенко, старший лейтенант Олександр Петрищук, старший прапорщик Марк Шпак та двоє спецпризначенців 3-го Кіровоградського полку, старші солдати Олександр Кондаков та Олексій Волохов.
О 17:07 здійснено доповідь керівництву АТО про зліт, а о 17:10 вже надійшла доповідь про падіння вертольота. За свідченнями очевидців, озброєна група терористів чекала на зліт вертольота. Бойовики пересувалася на двох легкових автівках та мікроавтобусі. Після пуску ракети з ПЗРК вони втекли в напрямку найближчого населеного пункту Билбасівка, що поблизу Слов'янська.
Упізнаний за експертизою ДНК. 5 липня 2014 року в Кропивницькому відбулася громадянська панахида-прощання зі спецпризначенцями Олександром Кондаковим та Олексієм Волоховим. Поховані поряд на Далекосхідному кладовищі.
Залишилась батьки. Мати, Алла Олександрівна Кондакова — вчитель Кіровоградського обласного комплексу «Гімназія-інтернат — школа мистецтв».
12 липня стало відомо, що контррозвідка СБУ встановила та затримала терористів, які збили гелікоптер. Керівника терористичної групи Павла Карцева («Гроза») та одного з його спільників Михайла Черниша («Міха»), які діяли за вказівкою російського терориста Гіркіна («Стрєлок») було затримано 10 липня у м. Дружківка.

## Нагороди та відзнаки
- За особисту мужність і героїзм, виявлені у захисті державного суверенітету та територіальної цілісності України нагороджений орденом «За мужність» III ступеня (посмертно, 19 липня 2014)[7].
- Рішенням виконкому Кіровоградської міської ради нагороджений відзнакою «За заслуги» 2-го ступеня (посмертно, 26 серпня 2014)[8].
- Нагороджений відзнакою УПЦ КП — медаль «За жертовність і любов до України» (посмертно, 12 червня 2016)[9].

## Вшанування пам'яті
- 21 січня 2015 року, в м. Кропивницький на будівлі ЗОШ І-ІІІ ступенів № 35 встановлено меморіальну дошку на честь випускника школи Олександра Кондакова[10].
- 24 червня 2015 року, біля гори Карачун на місці падіння збитого терористами гелікоптеру Мі-8МТ встановили пам'ятний знак дев'ятьом загиблим захисникам[11][12].
- 19 лютого 2016 року, у розташуванні 3-го полку СпП відбулося урочисте відкриття меморіалу пам'яті полеглих спецназівців 1-го батальйону, серед який й Олександр Кондаков[13].
- 19 травня 2016 року, розпорядженням голови Кіровоградської ОДА № 216-р сквер ім. 60 років ВЛКСМ у Фортечному районі м. Кропивницький перейменовано у сквер імені Олександра Кондакова[14][15].
- 5 грудня 2021 року, в м. Кропивницькому, у сквері імені Олександра Кондакова, нa його честь, було відкрито пам’ятну стелу[16].